# Al-Anbiya
Al-Anbiya (I Profeti) è la ventunesima Sura del Corano, una sura meccana composta da 112 versetti. Il titolo "Al-Anbiya" fa riferimento ai profeti, poiché la sura contiene una serie di narrazioni riguardanti vari profeti inviati da Allah. Questa sura sottolinea l'unicità di Allah, la missione dei profeti come guide dell'umanità e la realtà del Giorno del Giudizio.

## Contenuto

### Introduzione
Versetti 1-10: La sura inizia con un avvertimento riguardante la prossimità del Giorno del Giudizio, ma gli uomini continuano a distrarsi e a rifiutare i messaggi divini. Viene sottolineato che il Corano è stato rivelato come guida e misericordia per l'umanità.

### Narrazione dei Profeti
Versetti 11-15: Questa sezione introduce il tema della distruzione delle nazioni che rifiutarono i loro profeti, esortando i Meccani a trarre insegnamento da queste storie.

### Abramo (Ibrahim)
Versetti 51-70: La sura narra la storia di Abramo, che sfidò l'idolatria del suo popolo. Egli distrusse gli idoli e dimostrò la loro impotenza. Abramo fu gettato nel fuoco, ma Allah lo salvò miracolosamente.

### Lot (Lut)
Versetti 71-75: Viene raccontata la storia di Lot, che fu inviato alla sua gente per ammonirli contro la loro condotta immorale. Allah salvò Lot e la sua famiglia, ma distrusse i malvagi.

### Noè (Nuh)
Versetti 76-77: La storia di Noè descrive come egli fu schernito dal suo popolo nonostante i suoi avvertimenti. Allah salvò Noè e i credenti dall'inondazione e punì i trasgressori.

### Davide (Dawud) e Salomone (Sulaiman)
Versetti 78-82: La sura cita brevemente le saggezza e le giustizie di Davide e Salomone. Viene ricordata la loro devozione e la loro capacità di risolvere le dispute con equità.

### Giobbe (Ayyub)
Versetti 83-84: La storia di Giobbe sottolinea la sua pazienza e fede durante le prove. Allah lo guarì dalle sue sofferenze e gli restituì ciò che aveva perduto.

### Ismaele (Ismail), Idris e Dhul-Kifl
Versetti 85-86: Vengono menzionati altri profeti, inclusi Ismaele, Idris e Dhul-Kifl, lodati per la loro pazienza e giustizia.

### Giona (Yunus)
Versetti 87-88: La sura narra la storia di Giona, che fu inghiottito da un pesce a causa della sua impazienza. Giona si pentì e Allah lo salvò.

### Zaccaria (Zakariya) e Giovanni (Yahya)
Versetti 89-90: La storia di Zaccaria e Giovanni evidenzia la risposta di Allah alla preghiera di Zaccaria per un figlio, nonostante la sua età avanzata e la sterilità della moglie.

### Maria (Maryam) e Gesù (Isa)
Versetti 91-93: Maria è lodata per la sua purezza e la nascita miracolosa di Gesù. La sura ribadisce la natura umana di Gesù e la sua missione profetica.

### Conclusione e Moniti
Versetti 94-112: La sura si conclude con un richiamo alla responsabilità individuale. Viene affermato che ogni anima sarà giudicata secondo le proprie azioni e che Allah è il giudice supremo. I miscredenti sono ammoniti riguardo alla loro incredulità e viene sottolineata l'inevitabilità del Giorno del Giudizio.

## Analisi
La Sura Al-Anbiya è significativa per la sua narrazione di varie storie profetiche, che offrono lezioni di fede, perseveranza e obbedienza. Le storie dei profeti servono da esempi morali e spirituali per i credenti, esortandoli a seguire il cammino della rettitudine e della fede in Allah.
La sura inoltre avverte gli increduli delle conseguenze della loro disobbedienza e li esorta a riconoscere la verità del messaggio divino. Attraverso le sue narrazioni e ammonimenti, la Sura Al-Anbiya rafforza la fede dei musulmani e li invita a riflettere sulla loro relazione con Allah e la loro preparazione per l'aldilà.